# سیارک ۶۵۵۳
سیارک ۶۵۵۳ (به انگلیسی: 6553 Seehaus، نامگذاری:1989GP6) شش هزار و پانصد و پنجاه و سومین سیارک کشف شده‌است که در ۵ آوریل ۱۹۸۹ کشف شد.
قدر مطلق سیارک برابر ۱۲٫۲۰ است.